# 후지 TV 토드라
토드라(일본어: 土ドラ)는 후지 TV 계열에서, 2012년 4월부터 2014년 9월까지 및 2015년 4월부터 2016년 3월까지, 후지 TV 제작으로 매주 토요일 23:10 ~ 23:55에 방송된 텔레비전 드라마 시간대이다.
본 항목에서는 이 시간대 제2기의 후속 프로그램인, 토카이 TV 제작으로 후지 TV 계열에서 방송 중인 《어른의 토드라》(일본어: オトナの土ドラ)에 대해서도 상술한다.

## 개요
제1기는 토요일 23:10 ~ 23:55의 45분 시간대로 방송되었다. 이 시간대는 과거에 《토요드라마》가 방송되어, 약 2년 만에 드라마 시간대가 부활하였다.
2014년 10월 18일부터 이 시간대에서 버라이어티 프로그램 《밀레니엄즈》를 개시하여, 9월로 시간대가 일단 폐지되었지만, 2015년 4월부터 2016년 3월까지는 토요일 23:40 ~ 24:05의 25분 시간대로 제2기로서 재개했다.
2016년 4월 2일부터, 토카이 TV 제작의 새 드라마 시간대 《어른의 토드라》 (토요일 23:40 ~ 24:35)가 신설되어, 제2기는 3월 26일로 폐지되었다.

## 작품 목록

### 제1기

#### 2012년
미래일기-ANOTHER:WORLD- (4월 ~ 6월)
주연: 오카다 마사키
주로 울고 있습니다 (7월 ~ 9월)
주연: 나나오
나와 그이와 수다쟁이 자동차 (단발 9월 22일 ~ 29일)
주연: 사쿠라바 나나미
고교입시 (10월 ~ 12월)
주연: 나가사와 마사미

#### 2013년
카라마조프의 형제 (1월 ~ 3월)
주연: 이치하라 하야토
오해받은 남자 (4월 ~ 6월)
주연: 후루타 아라타
야마다 군과 7인의 마녀 (8월 ~ 9월)
주연: 니시우치 마리야, 야마모토 유스케
허니 트랩 (10월 ~ 12월)
주연: AKIRA

#### 2014년
로스트 데이즈 (1월 ~ 3월)
주연: 세토 코지
퍼스트 클래스 (4월 ~ 6월)
주연: 사와지리 에리카
수구 양키스 (7월 ~ 9월)
주연: 나카지마 유토 (Hey! Say! JUMP)

### 제2기

#### 2015년
She (4월 ~ 5월)
주연: 마츠오카 마유
망상 그녀 (5월 ~ 6월)
주연: 히로세 아리스, 아사리 요스케
라면 너무 좋아 코이즈미 상 (6월 ~ 7월)
주연: 하야미 아카리
못난이와 야수 (8월 ~ 9월)
주연: 야모토 유마, 유이P (오카즈 클럽)
테디 고! (10월)
주연: 모리카와 아오이
트랜짓 걸즈 (11월 ~ 12월)
주연: 이토 사이리, 사쿠마 유이

#### 2016년
우산을 갖지 않는 개미들은 (1월)
주연: 키리야마 렌
부도칸 (2월 ~ 3월)
주연: Juice=Juice

## 최고 평균 시청률 5위

### 제1기
| 순위 | 작품명                  | 방송 연도 | 평균 시청률 |
| ---- | ----------------------- | --------- | ----------- |
| 1    | 퍼스트 클래스           | 2014년    | 8.0%        |
| 2    | 고교입시                | 2012년    | 6.9%        |
| 3    | 수구 양키스             | 2014년    | 6.6%        |
| 3    | 미래일기-ANOTHER:WORLD- | 2012년    | 6.6%        |
| 5    | 카라마조프의 형제       | 2013년    | 6.3%        |

## 같이 보기
- 후지 TV 월요일 밤 9시 드라마
- 후지 TV 화요일 밤 9시 드라마
- 칸사이 TV 화요일 밤 10시 드라마
- 후지 TV 목요극장
- 후지 TV 토요드라마
- 후지 TV 드라마틱 선데이